# Blatná
Pour les articles homonymes, voir Blatna.
Blatná (en allemand : Blatna) est une ville du district de Strakonice, dans la région de Bohême-du-Sud, en République tchèque. Sa population s'élevait à 6 666 habitants en 2024.

## Géographie
Blatná se trouve à 19 km au nord de Strakonice, à 67 km au nord-ouest de České Budějovice et à 83 km au sud-ouest de Prague.
La commune est limitée par Hajany, Chlum, Bezdědovice et Bělčice au nord, par Uzeničky, Uzenice, Chobot, Myštice, Buzice, Škvořetice et Sedlice à l'est, par Lažany et Doubravice au sud et par Bratronice, Záboří, Lažánky, Kadov et Tchořovice à l'ouest. La commune de Mačkov est entièrement enclavée dans le territoire de Blatná.

## Histoire
La première mention écrite du village date de 1235.

## Patrimoine

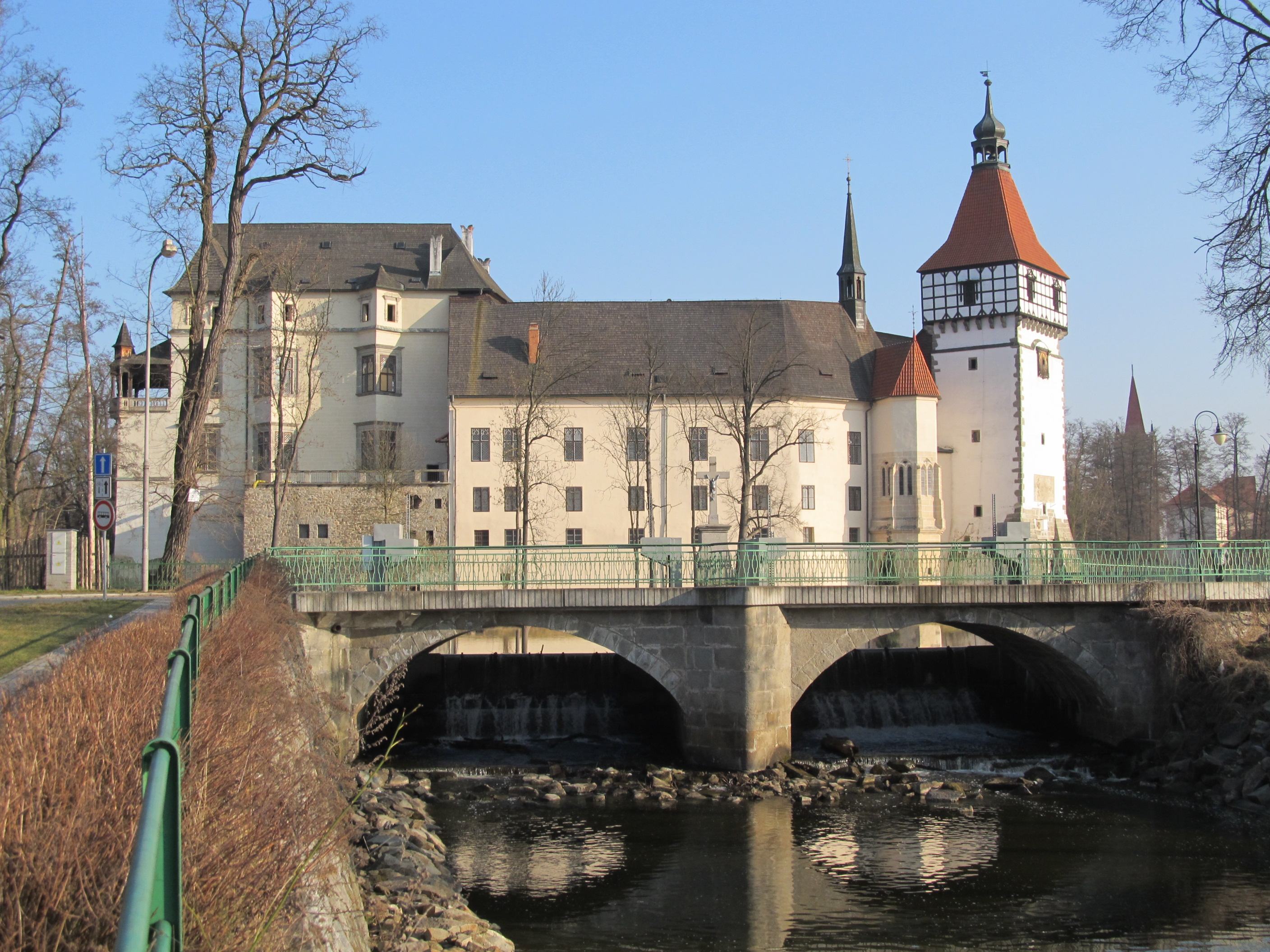
Pont et château de Blatná.
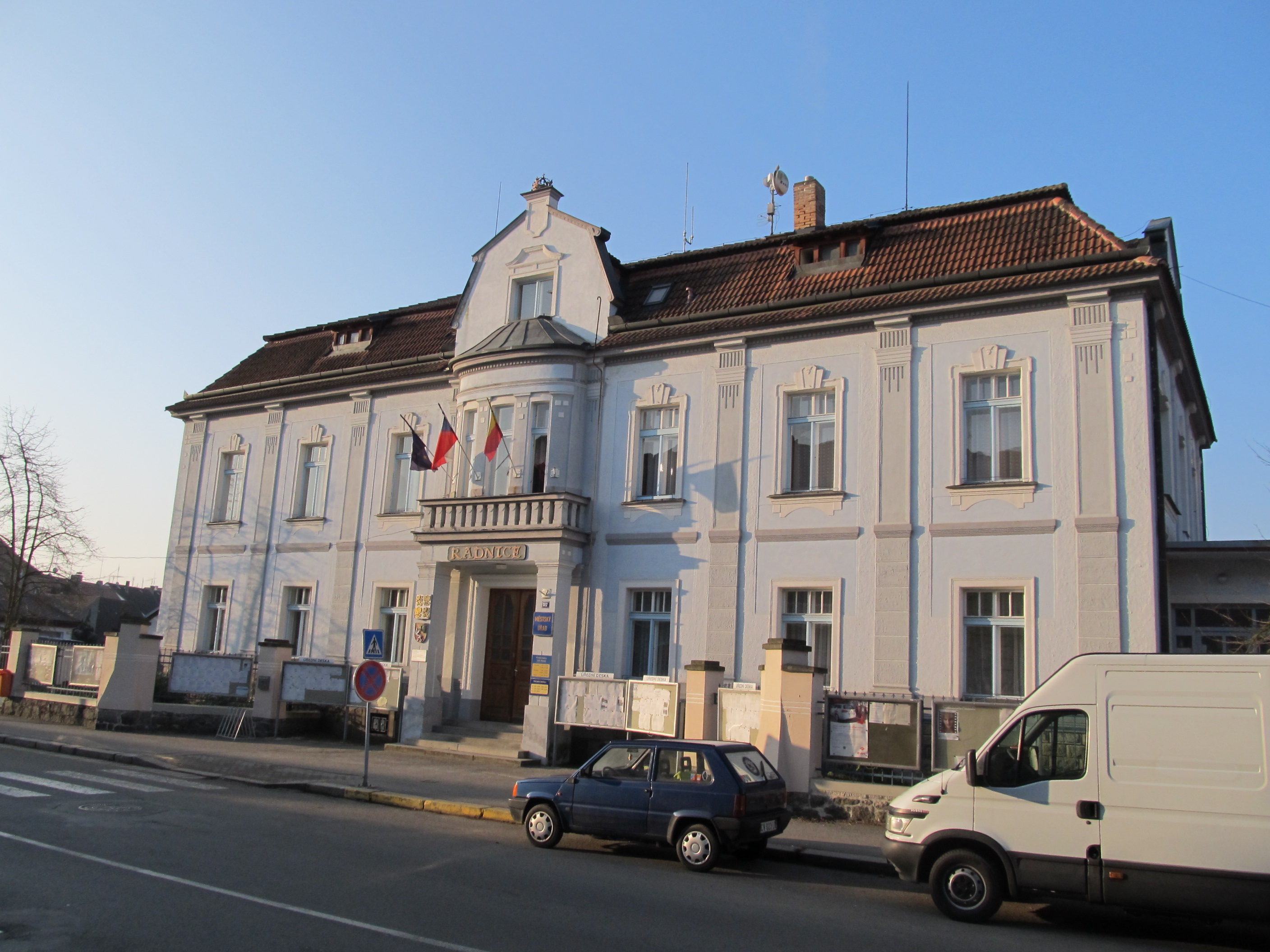
Blatná : l'hôtel de ville.

## Administration
La commune se compose de huit sections :
- Blatenka
- Blatná (comprend le hameau de Řečice)
- Čekanice
- Drahenický Málkov
- Hněvkov
- Jindřichovice
- Milčice
- Skaličany

## Transports
Par la route, Blatná se trouve à 24,5 km de Strakonice, à 83,5 km de České Budějovice et à 117 km de Prague.

## Jumelages
- Calderdale (Royaume-Uni)
- Roggwil, canton de Berne (Suisse)
- Sargé-lès-le-Mans (France) depuis 1994
- Vacha (Allemagne)
- Važec (Slovaquie)